# LCARS
En el mundo de Star Trek, LCARS (en inglés Library Computer Access and Retrieval System), es un sistema operativo de las computadoras. La primera vez que se usó el término fue en Star Trek: La Nueva Generación y las subsiguientes secuelas.
Con el término LCARS se describen una serie de equipos hardware, de algoritmos de software, y de protocolos de comunicación que, en conjunto, definen el diseño operacional estándar para los dispositivos tecnológicas que vertebran los sistemas usados por la Flota Estelar.
A continuación se muestran tres especificaciones propias de los LCARS:

## Hardware
Numerosas configuraciones de circuitos y diseños de componentes integran las especificaciones de las computadoras de la Federación. La variedad de diseños incluidos en las especificaciones del hardware revelan el vasto número de aplicaciones y la enorme capacidad operativa que comprenden los estándares de los LCARS. De los tres tipos de especificaciones el de hardware es el menos definido debido al continuo desarrollo que la tecnología experimenta, así como a la necesidad de integrar sistemas ya existentes y procedentes de otros mundos. La tecnología actual gira en torno a chips ópticos isolineales aunque en las naves tipo "Intrepid" como la "Voyager" se están implementando paquetes de Gel Neural, lo que le da una velocidad de proceso cercana al cerebro humano.

## Software

Desktop estilo LCARS.

Las especificaciones de software de los LCARS (en inglés LCARS software-specs o LCARS/ss) se basan en 114 subrutinas de módulos de código reusables o interoperables. Cada subrutina está diseñada para manejar la mayoría de las funciones relacionadas con aplicaciones informáticas. Dentro de cada subrutina existen variantes específicas, dirigidas para aplicaciones específicas. Por ejemplo, en la subrutina de patrones, existen módulos de código diseñados para permitir y mejorar la sintetización vocal en los comunicadores; detectar anomalías de radiación de nebulosas; y detectar patrones de evasión en situaciones de combate. Estos módulos están especificados de forma exhaustiva, permitiendo a cualquiera, desde un ingeniero a un oficial de menor rango, adaptarlos para usos propios. 

## Protocolos de comunicación
Esta especificación es tal vez la más diversa, puesto que debe acomodarse a las distintas formas de comunicaciones de miles de especies, a sus idiomas y a sus necesidades comunicativas. Un elemento esencial de las comunicaciones es el Traductor Universal, un conjunto de algoritmos que pueden reconocer y traducir idiomas desconocidos. Los datos obtenidos por el TU son introducidos en la matriz de traducción tras ser comprobados por los lingüistas de la Federación.

## Otros usos del término
En el mundo real, fuera del universo de Star Trek, el término "LCARS" se refiere generalmente a la forma de mostrar los datos de los LCARS, en especial, las pantallas de La Nueva Generación. También se conocen estas pantallas como okudagramas en honor a Michael Okuda, disñeador gráfico del estilo. En las páginas web trekkies es común encontrar este diseño.
- Datos: Q1048019
- Multimedia: LCARS / Q1048019